# Kasania arundinalis
Kasania arundinalis is een vlinder uit de familie van de grasmotten (Crambidae), uit de onderfamilie van de Acentropinae. De wetenschappelijke naam van deze soort is voor het eerst gepubliceerd in 1910 door Eduard Friedrich Eversmann.
De soort komt voor in Polen, Oekraïne en Rusland.